# Городеск
Городеск — древнерусский город в Киевском княжестве на реке Тетерев. Упомянут в летописи под 1257 годом как один из городов, против которых Даниил Галицкий послал своего сына Шварна с войском.

## Городище

Раскопки Ф. Н. Молчановского. 1936 год

Городище, отождествляемое с Городеском, расположено около села Городское Коростышевского района Житомирской области. Оно состоит из двух укреплённых частей: Большого («Вал») и Малого городищ. Площадка последнего из них была полностью раскопана археологами. Среди обнаруженных жилых и хозяйственных комплексов выявлены мастерские литейщика-ювелира и гончара. Археологами найдены многочисленные образцы инструментов труда, украшения. Основу нынешних городищенских валов составляют два ряда дубовых клетей: внешние были забутованы землёй (городни), а внутренние были приспособлены для жилья.